# Can Prunera (Vallirana)
Can Prunera és una casa al municipi de Vallirana (Baix Llobregat) protegit com a bé cultural d'interès local. La família Prunera construí aquesta casa a principis del segle xix. Era residència d'estiueig i centre d'una gran finca dedicada al cultiu de la vinya. L'habitatge ha sofert moltes reformes interiors. Està habitada pels propietaris (família Prunera) i està en prou mal estat de conservació però sòlida de construcció.
Edifici aïllat de planta rectangular, planta baixa i dos pisos, a més de dos cossos a oest i est, de planta amb galeria correguda i terrat. Les obertures són d'arc carpanell i molt rebaixat a tot l'edifici i de mig punt a la galeria. Presenta balustrada de balustres, motllures, pilastres embegudes i restes d'esgrafiat. La composició que presenta la façana nord és simètricament igual que la descrita per la sud.